# Цецерлег (аймак Хувсгел)
Цецерлег (монг. Цэцэрлэг)— сомон аймаку Хувсгел, Монголія. Площа 7,4 тис. км², населення 6,5 тис. чол. Центр сомону селище Халбан лежить за 890 км від Улан-Батора, за 209 км від міста Мурен.

## Рельєф
Гори Булнай (2549 м), Буга ундур (2646 м), Деден Тумбе (2841 м) та ін. Більшу частину займають долини річок Тес, Шаварт. Річки Тес, Агар, Шавар, Жарантай, Могой, Жаргалант, Зуунмод, озера Жугнай та Цагаан.

## Клімат
Клімат різко континентальний. Щорічні опади 200–300 мм, середня температура січня −32°С, середня температура липня +12°+15°С.

## Природа
Водяться манули, олені, дикі кабани, козулі, аргалі, вовки, лисиці тарбагани, ведмеді, дикі кози.

## Корисні копалини
Сомон багатий на кам'яне вугілля, залізну руду, плавиковий шпат, хімічну сировину.

## Історія
1717 року тут було засновано найпівнічніший в Монголії монастир Тесийн Хурее (до 1500 лам).

## Соціальна сфера
Школа, больница, сфера обслуживания, невеликі підприємства.